# Rezervația faunistică Selous
Rezervația faunistică Selous este una dintre cele mai mari rezervații de faună din lume, situat în partea de sud a Tanzaniei. A fost numit după englez Sir Frederick Selous, un celebru vânător și la început conservaționist, care a murit în acest teritoriu în 1917 în timp ce lupta împotriva germanilor în timpul Primului Război Mondial a fost desemnat un site Patrimoniului Mondial UNESCO în 1982, datorită diversității vieții sălbatice și a naturii.
Rezervele minime obligatorii se referă la o suprafață totală de 54,600 km ² (21,081 mile pătrate). Unele dintre animalele tipice din savană (de exemplu, elefanți, hipopotami, African Wild Dog și crocodili) pot fi găsite în acest parc la un număr mai mare decât în orice alt parc din Africa.
Zona a devenit o rezervă de vânătoare în 1905. În zilele noastre, de asemenea, are o importanță turistică, deși de cele mai multe ori, este foarte rar vizitată de om. Prezența drumurilor cu acces greu descuraja vizitarea; cu toate acestea, este ușor accesibil cu trenul sau cu avioane mici de la Dar es Salaam.
Locuri interesante în parc sunt în râul de Rufiji, care se varsă în Oceanul Indian, în partea din față a Mafiei Insula și Stiegler, un canion de 100 de metri adâncime și 100 de metri lățime. În jurul acestui canion pot fi găsite foarte multe facilități turistice.
Spre deosebire de alte parcuri naționale safari în Africa de Sud este permisă trecerea în Selous Rezerva.